# Orientius von Auch
Orientius (französisch Orient oder Orens; * Osca/Huesca (Spanien); † um 440 in Auch) war ein spätantiker lateinischer Dichter, der aller Wahrscheinlichkeit nach identisch ist mit dem aus dem 5. Jahrhundert überlieferten Orientius von Auch, einem als heilig verehrten Bischof der Stadt Auch (Augusta Ausciorum) in Südgallien; dessen Festtag ist der 1. Mai.

## Leben
Drei später verfasste Heiligenviten sind die einzigen Quellen für das Leben des Orientius. Er soll in Huesca (Osca) in eine wohlhabende Familie hineingeboren worden sein; seine Ausbildung erhielt er an Schulen in Bordeaux (Burdigala), Toulouse (Tolosa) und Tarragona (Tarraco). Das väterliche Erbe soll er an Bedürftige verteilt haben; er selbst habe als Einsiedler bei Lavedan gelebt – dort und andernorts habe er Kranke geheilt. Die Einwohner von Auch sollen ihn zum Nachfolger ihres verstorbenen Bischofs bestimmt haben. Im Jahr 438 soll er im Auftrag der Westgoten als Gesandter zum weströmischen Heerführer (magister militum) Flavius Aëtius geschickt worden sein. Einige Quellen sprechen von einem anschließenden Martyrium, andere erwähnen seine Rückkehr und die Wiederaufnahme des Einsiedlerlebens – eine Gesandtschaft seines Bistums forderte ihn jedoch auf, in sein Amt zurückzukehren; kurz darauf sei er verstorben.

## Werk
Orientius ist Verfasser eines Gedichts in elegischen Distichen unter dem Titel Commonitorium, das in zwei Bücher eingeteilt ist und 1036 Verse umfasst. Es behandelt unter anderem aus christlicher Perspektive die Wirren, die Gallien durch die beginnende Völkerwanderung erlitt. Das Werk, dessen Bezüge auf ältere Dichter wie Vergil und Ovid die klassische Bildung des Verfassers verraten, ist in eleganten Hexametern gehalten und kann als Beleg dafür gelten, dass im Gallien des 5. Jahrhunderts auch unter schwierigen Bedingungen noch Literatur von Rang verfasst wurde: Das Commonitorium gilt als eine der bedeutendsten spätlateinischen Dichtungen.

## Editionen
- Orienzio, Carme esortativo (Commonitorium). Testo con introduzione e traduzione di Carmelo A. Rapisarda. Catania 1960; nuova edizione riveduta, Catania 1970.
- S. Orientii Episcopi Illiberitani Commonitorium. Nunc primàm typis excussum, emendatum & Notulis illustratum a Martino Delrio Societatis Jesu Presbytero. Joach. Trognaesius, Antwerpen 1600, online; zweite Auflage: S. Orientii Episcopi Illiberitani Commonitorium. Iterum emendatum, ac Notis secundis illustratum a Martino Delrio Societatis Jesu Presbytero. Antwerpen 1604, online.†

## Verehrung
Dem hl. Orientius sind mehrere südfranzösische Kirchen geweiht – darunter die Kirchen Saint-Orens in Saint-Perdon (Département Landes), Saint-Orens in Ponson-Debat-Pouts, (Département Pyrénées-Atlantiques), Saint-Orens in Maubec und Saint Orens in Montauban (beide im Département Tarn-et-Garonne) sowie die Kirche Saint-Orient in Sireuil (Département Charente). Darüber hinaus ist noch das im Verlauf der Französischen Revolution weitgehend zerstörte Benediktinerkloster Saint-Orens in der Stadt Auch zu erwähnen. Die Kleinstadt Saint-Orens-de-Gameville im Département Haute-Garonne trägt seinen Namen.

## Darstellung
Darstellungen des Heiligen sind unbekannt.